# Kadrioru staadion
O Kadrioru staadion (estádio Kadriorg) é um estádio multi-uso localizado na cidade de Tallinn, Estônia. Atualmente receb partidas de futebol do FC Levadia Tallinn e recebeu anteriormente partida do TVMK Tallinn. O estádio tem capacidade para 4750 pessoas e foi inaugurado em 1926.